# Пишин (округ)
Пишин (урду ضلع پشین‎, англ. Pishin District) — один из 30 округов пакистанской провинции Белуджистан. Административный центр — город Пишин.

## География
Площадь округа — 7 819 км². На севере граничит с округом Килла-Сайфулла и территорией Афганистана, на западе — с округом Кила-Абдулла, на юге — с округом Кветта, на юго-востоке — с округом Зиарат, на востоке — с округом Килла-Сайфулла.

## Административно-территориальное деление
Округ делится на четыре техсила :
- Баршоре
- Карезат
- Пишин
- Хурамзай

и 38 союзных территорий.

## История
Территория округа до 1879 года являлась частью Афганистана и вошла в состав Британской Индии согласно условиям Гандамакского договора.
До 1975 года Пишин (Пасаханг) входил в состав округа Кветта-Пасаханг. В 1979 году округ получил своё современное название. В 1993 году из состава округа Пишин был выделен новый округ — Кила-Абдулла.

## Население
По данным переписи 1998 года, население округа составляло 367 183 человека, из которых мужчины составляли 53,47 %, женщины — соответственно 46,53 %. На 2009 год уровень грамотности населения (от 10 лет и старше) составлял 55 %. Уровень урбанизации — 6 %. Средняя плотность населения — 30,1 чел./км². В национальном составе преобладают представители различных пуштунских племён.